# هينك جي. سول
هينك جي. سول (بالهولندية: Henk Sol)‏ هو منظر أعمال ‏ هولندي، ولد في 11 أغسطس 1951.